# Liste des compositions d'Anton Bruckner

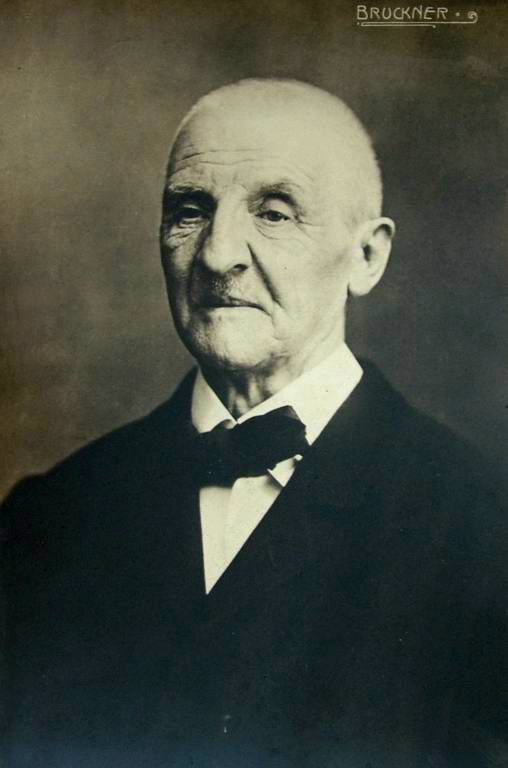
Anton Bruckner

Cette page présente une liste de compositions par Anton Bruckner.
Bruckner est surtout connu pour ses œuvres symphoniques, dont 11 symphonies (la dernière avec un finale inachevé), la plupart d'entre elles en plusieurs versions. Il a également composé quelques autres petites œuvres orchestrales (1 ouverture, 1 marche et 3 « petites pièces pour orchestre »), et esquissé une autre symphonie.
Bruckner a également composé un grand nombre d'œuvres de musique chorale.
Il y a 59 œuvres chorales religieuses, dont 17 grandes œuvres (7 messes, 2 requiems, 1 cantate religieuse, 5 mises en musique de psaumes, 1 Te Deum et 1 Magnificat), 40 petites œuvres chorales (16 hymnes, 6 antiennes, 6 graduels, 3 offertoires, 2 chorals, 2 élégies religieuses, 2 Libera me, 1 litanie et 2 autres motets), dont quelques-unes sont en deux ou trois versions, et 2 aequali pour trois trombones. En outre, Bruckner a fait des esquisses pour 2 autres messes et un autre requiem.
Bruckner également composé 44 Weltliche Chorwerke (œuvres chorales profanes), 7 cantates profanes, dont deux sont en trois versions, et environ 20 lieder pour voix soliste et piano.
La musique de chambre de Bruckner comprend 1 thème & variations et 6 scherzos pour quatuor à cordes, 1 quatuor à cordes avec rondo additionnel, 1 quintette à cordes avec intermezzo additionnel, 1 duo pour violon et piano et une cinquantaine de petites œuvres pour piano.
Les autres œuvres instrumentales comprennent quelques œuvres pour orgue dont certaines sont d'authenticité douteuse, et 1 marche militaire pour orchestre d'harmonie.

## Werkverzeichnis Anton Bruckner (WAB)
Pour la classification utilisée dans le tableau ci-dessous, reportez-vous à la Werkverzeichnis Anton Bruckner (WAB), un catalogue thématique de la musique d'Anton Bruckner compilé par Renate Grasberger. Les œuvres perdues, esquisses, etc. y ont été ajoutées par la suite. Quelques autres œuvres, encore non classées à cette époque, ont été ultérieurement identifiées comme WAB deest. La classification n'utilise qu'une seule série divisée en sous-classes pour la classification par genre. Grasberger a trié les compositions suivant l'ordre alphabétique de leur titre au sein de chacune de ces sous-classes. Pour quelques œuvres, elle a utilisé un titre qui est moins utilisé à l'heure actuelle ou les a classées dans d'autres sous-classes que l'actuelle Bruckner Gesamtausgabe. 
| WAB 1–54 WAB 55–95 WAB 96–109 WAB 110–113 WAB 114–116 WAB 117–124 WAB 125–131 WAB 132–135 WAB 136–143 WAB 144–145 WAB 146–149 | Œuvres vocales religieuses Œuvres vocales profanes Œuvres orchestrales Œuvres de musique de chambre Œuvres pour instruments à vent Œuvres pour piano Œuvres pour orgue Œuvres perdues Esquisses Œuvres d'authenticité douteuse Addendum |

De nouvelles attributions et découvertes, ainsi que la réévaluation des œuvres d'authenticité douteuse, ont nécessité une refonte de la classification WAB. Ce travail a été effectué le cadre du projet de recherches Digitales Werkverzeichnis Anton Bruckner (dWAB, 2017-2019) de la Österreichische Akademie der Wissenschaften.
 Les œuvres identifiées précédemment comme "WAB deest" sont maintenant classifiées comme
| WAB 200-224 WAB 225-229 WAB add 230-245 WAB add 246-259 WAB add 260-329 WAB add 330-334 | Œuvres autographes Œuvres perdues Esquisses Cahiers d'études Adaptations & transcriptions Œuvres d'authenticité douteuse |

## Liste
| ID                                                            | Titre                                       | Tonalité                                                                      | Genre                 | Instrumentation                                                                                         | Date                     | IMSLP | Notes |
| ------------------------------------------------------------- | ------------------------------------------- | ----------------------------------------------------------------------------- | --------------------- | --- | ------------------------ | ----- | --- |
| Œuvres vocales religieuses                                    |                                             |                                                                               |                       | |                          |       | |
| WAB 1                                                         | Afferentur regi                             | Fa majeur                                                                     | Offertoire            | Chœur mixte et 3 trombones ad libitum                                                                   | 1861                     | ♫     | |
| WAB 2                                                         | Am Grabe                                    | Fa mineur                                                                     | Élégie                | Chœur d'hommes                                                                                          | 1861                     | ♫     | Réédition a cappella des trois premières strophes de Vor Arneths Grab (WAB 53). Élégie pour Josefine Hafferl |
| WAB 3/1                                                       | Asperges me no 1                            | Mode éolien                                                                   | Antienne              | Chœur mixte et orgue                                                                                    | 1845 ca.                 | ♫     | Antienne pour l'Asperges me de la septuagésime au 4e dimanche de carême |
| WAB 3/2                                                       | Asperges me no 2                            | Fa majeur                                                                     | Antienne              | Chœur mixte et orgue                                                                                    | 1845 ca.                 | ♫     | Antienne pour l'Asperges me du dimanche de la Passion |
| WAB 4                                                         | Asperges me                                 | Fa majeur                                                                     | Antienne              | Chœur mixte                                                                                             | 1844 ca.                 | ♫     | Une 1re mise en musique de l'antienne pour l'Asperges me |
| WAB 5                                                         | Ave Maria                                   | Fa majeur                                                                     | Hymne                 | Soprano, alto, Chœur mixte, orgue et violoncelle                                                        | 1856                     | ♫     | 1re mise en musique de l'Ave Maria |
| WAB 6                                                         | Ave Maria                                   | Fa majeur                                                                     | Hymne                 | Chœur mixte à 7 voix                                                                                    | 1861                     | ♫     | 2e mise en musique de l'Ave Maria |
| WAB 7                                                         | Ave Maria                                   | Fa majeur                                                                     | Hymne                 | Soliste alto, et piano, orgue ou harmonium                                                              | 1882                     | ♫     | 3e mise en musique de l'Ave Maria |
| WAB 8                                                         | Ave Regina caelorum                         | Mode grégorien                                                                | Antienne              | Voix à l'unisson orgue                                                                                  | 1885–1888                | ♫     | Ave Regina |
| WAB 9                                                         | Messe für den Gründonnerstag                | Fa majeur                                                                     | Messe                 | Chœur mixte                                                                                             | 1844                     | ♫     | Une Landmesse (Missa brevis) composée à Kronstorf pour le Jeudi saint - cataloguée comme Christus factus est (no 1) par Grasberger. Le Kyrie et le Gloria, composés en 1845 pour compléter la messe, sont perdus (WAB 228). |
| WAB 10                                                        | Christus factus est                         | Ré mineur                                                                     | Graduel               | Chœur mixte à huit voix, 3 trombones et quintette à cordes ad libitum                                   | 1873 ca.                 | ♫     | Graduel pour le Jeudi saint |
| WAB 11                                                        | Christus factus est                         | Ré mineur                                                                     | Graduel               | Chœur mixte                                                                                             | 1884                     | ♫     | Graduel pour le Jeudi saint |
| WAB 12                                                        | Dir, Herr, dir will ich mich ergeben        | La majeur                                                                     | Choral                | Chœur mixte                                                                                             | 1845 ca.                 | ♫     | |
| WAB 13                                                        | Ecce sacerdos magnus                        | La mineur                                                                     | Antienne              | Chœur mixte, 3 trombones Chœur mixte et orgue                                                           | 1885                     | ♫     | Ecce sacerdos magnus pour la célébration du 100e anniversaire du diocèse de Linz |
| WAB 14                                                        | Entsagen                                    | Si bémol majeur                                                               | Cantate               | Soliste soprano ou ténor, Chœur mixte et piano (ou orgue)                                               | 1851                     | ♫     | 1re cantate pour la fête du nom du prélat Michael Arneth. Texte du poème Amaranth de Oskar von Retwitz |
| WAB 15                                                        | Festgesang St. Jodok spross aus edlem Stamm | Ré majeur                                                                     | Cantate               | Soprano, ténor, basse, Chœur mixte et piano                                                             | 1855                     | ♫     | Cantate pour la fête du nom du doyen Jodok Stülz |
| WAB 16                                                        | Cantate festive Preiset den Herrn           | Ré majeur                                                                     | Cantate               | Soliste basse, Quatuor vocal et chœur d'hommes, instruments à vent et timbales                          | 1862                     | ♫     | Célébration de la pose de la première pierre de la nouvelle cathédrale de Linz |
| WAB 17a                                                       | In jener letzten der Nächte                 | Fa mineur                                                                     | Choral                | Soliste et orgue                                                                                        | 1848 ca.                 | ♫     | Choral pour le Jeudi saint. 1re variante |
| WAB 17b                                                       | In jener letzten der Nächte                 | Fa mineur                                                                     | Choral                | Chœur mixte                                                                                             | 1848 ca.                 | ♫     | Choral pour le Jeudi saint. 2e variante |
| WAB 18a                                                       | Iam lucis orto sidere                       | mode phrygien                                                                 | Hymne                 | Chœur mixte                                                                                             | 1868                     | ♫     | Aussi appelé In S. Angelum custodem. Version no 1, 1re variante |
| WAB 18b                                                       | Iam lucis orto sidere                       | mode phrygien                                                                 | Hymne                 | Chœur mixte et orgue                                                                                    | 1868                     | ♫     | Version no 1, 2e variante |
| WAB 18c                                                       | Iam lucis orto sidere                       | Sol mineur                                                                    | Hymne                 | Chœur d'hommes                                                                                          | 1886                     | ♫     | Version no 2 |
| WAB 19                                                        | Inveni David                                | Fa mineur                                                                     | Offertoire            | Chœur d'hommes et 4 trombones                                                                           | 1868                     | ♫     | |
| WAB 20                                                        | Inveni David                                |                                                                               |                       | Voix en unisson et orgue                                                                                | 1879                     | ♫     | Verset Inveni David de Os justi WAB 30, "oublié" lors de la 1re édition. Classé comme une œuvre séparée par Grasberger |
| WAB 21                                                        | Libera me                                   | Fa majeur                                                                     | Libera me             | Chœur mixte et orgue                                                                                    | 1843 ca.                 | ♫     | |
| WAB 22                                                        | Libera me                                   | Fa mineur                                                                     | Libera me             | Chœur mixte à cinq voix, 3 trombones, orgue, violoncelle, et contrebasse                                | 1854                     | ♫     | Absoute pour le prélat Michael Arneth |
| WAB 23                                                        | Locus iste                                  | Do majeur                                                                     | Graduel               | Chœur mixte                                                                                             | 1869                     | ♫     | |
| WAB 24                                                        | Magnificat                                  | Si bémol majeur                                                               | Magnificat            | Quatuor vocal et chœur mixte, 2 trompettes, timbales, orgue, et cordes sans les altos                   | 1852                     | ♫     | |
| WAB 25                                                        | Windhaager Messe                            | Do majeur                                                                     | Messe                 | Soliste alto, 2 cors et orgue                                                                           | 1842                     | ♫     | Une Missa brevis composée à Windhaag, appelée aussi Messe in C-Dur (Messe en do majeur). |
| WAB 26                                                        | Messe no 1                                  | Ré mineur                                                                     | Messe                 | Quatuor vocal et chœur mixte, orchestre et orgue ad libitum                                             | 1864                     | ♫     | révisée en 1876 et 1881/1882 |
| WAB 27                                                        | Messe no 2                                  | Mi mineur                                                                     | Messe                 | Chœur mixte et instruments à vent                                                                       | 1866                     | ♫     | 2e version en 1882 |
| WAB 28                                                        | Messe no 3                                  | Fa mineur                                                                     | Messe                 | Quatuor vocal et chœur mixte, orchestre et orgue ad libitum                                             | 1868                     | ♫     | révisée en 1876/1877, 1881/1883 et 1890/1893 (version Schalk) |
| WAB 29                                                        | Missa solemnis                              | Si bémol mineur                                                               | Messe                 | Quatuor vocal et chœur mixte, orgue et orchestre                                                        | 1854                     | ♫     | Missa solemnis pour l'élévation de Friedrich Mayer |
| WAB 30                                                        | Os justi                                    | mode lydien                                                                   | Graduel               | Chœur mixte et orgue                                                                                    | 1879                     | ♫     | A cappella, sauf le verset Inveni David "oublié" lors de la première édition. Voir WAB 20. |
| WAB 31                                                        | Pange lingua                                | Do majeur                                                                     | Hymne                 | Chœur mixte                                                                                             | 1835 ca./1891            | ♫     | Une mise en musique du Pange lingua - "restaurée" en 1891. |
| WAB 32                                                        | Tantum ergo                                 | Ré majeur                                                                     | Hymne                 | Chœur mixte                                                                                             | 1845                     | ♫     | Une 1re mise en musique du Tantum ergo, classée incorrectement comme Pange lingua par Grasberger |
| WAB 33                                                        | Pange lingua                                | mode phrygien                                                                 | Hymne                 | Chœur mixte                                                                                             | 1868                     | ♫     | Une mise en musique du Pange lingua et du Tantum ergo |
| WAB 34                                                        | Psaume 22                                   | Mi bémol majeur                                                               | Psaume                | Chœur mixte et piano                                                                                    | 1852 ca.                 | ♫     | Une mise en musique du Psaume 23 (22) de la Vulgate |
| WAB 35                                                        | Psaume 112                                  | Si bémol majeur                                                               | Psaume                | Double chœur mixte et orchestre                                                                         | 1863                     | ♫     | Une mise en musique du Psaume 113 de la Vulgate |
| WAB 36                                                        | Psaume 114                                  | Sol majeur                                                                    | Psaume                | Chœur mixte à cinq voix et 3 trombones                                                                  | 1852                     | ♫     | Une mise en musique du Psaume 116 de la Vulgate |
| WAB 37                                                        | Psaume 146                                  | La majeur                                                                     | Psaume                | Quatuor vocal et double chœur mixte, et orchestre                                                       | 1856 ca.                 | ♫     | Une mise en musique des versets 1 à 11 du Psaume 147 de la Vulgate |
| WAB 38                                                        | Psaume 150                                  | Do majeur                                                                     | Psaume                | Soliste soprano, Chœur mixte et orchestre                                                               | 1892                     | ♫     | Une mise en musique du Psaume 150 |
| WAB 39                                                        | Requiem                                     | Ré mineur                                                                     | Requiem               | Quatuor vocal et chœur mixte, cor, 3 trombones, orgue et cordes                                         | 1849                     | ♫     | Composé pour l'anniversaire de la mort de Franz Sailer. Légère révision en 1892. |
| WAB 40                                                        | Salvum fac populum tuum                     | Fa majeur                                                                     | Offertoire            | Chœur mixte                                                                                             | 1884                     | ♫     | Une mise en musique des versets 22-30 du Te Deum |
| WAB 41                                                        | Quatre Tantum ergo                          | Si bémol majeur La bémol majeur Mi bémol majeur Do majeur                     | Hymnes                | Chœur mixte et orgue ad libitum                                                                         | 1846/1888                | ♫     | Les 3e à 6e mises en musique du Tantum ergo. La deuxième version de 1888 est a cappella. NB: L'ordre de la classification WAB dévie de celui du compositeur.                                                                |
| WAB 42                                                        | Tantum ergo                                 | Ré majeur                                                                     | Hymne                 | Chœur mixte à cinq voix et orgue                                                                        | 1846/1888                | ♫     | La 7e mise en musique du Tantum ergo (le 5e Tantum ergo de 1846/1888). |
| WAB 43                                                        | Tantum ergo                                 | La majeur                                                                     | Hymne                 | Chœur mixte et orgue                                                                                    | 1845 ca.                 | ♫     | La 2e mise en musique du Tantum ergo |
| WAB 44                                                        | Tantum ergo                                 | Si bémol majeur                                                               | Hymne                 | Chœur mixte, 2 trompettes, orgue et 2 violons                                                           | 1854 ca.                 | ♫     | Le 8e mise en musique du Tantum ergo |
| WAB 45                                                        | Te Deum                                     | Do majeur                                                                     | Te Deum               | Quatuor vocal et chœur mixte, orchestre et orgue ad libitum                                             | 1881, 1884               | ♫     | Première version (incomplète) : 1881, version finale : 1884 |
| WAB 46                                                        | Tota pulchra es                             | mode phrygien                                                                 | Antienne              | Soliste ténor, Chœur mixte et orgue                                                                     | 1878                     | ♫     | Une mise en musique du Tota pulchra es |
| WAB 47                                                        | Totenlied no 1                              | Mi bémol majeur                                                               | Élégie                | Chœur mixte                                                                                             | 1852                     | ♫     | 1re élégie pour Josef Seiberl |
| WAB 48                                                        | Totenlied no 2                              | Fa majeur                                                                     | Élégie                | Chœur mixte                                                                                             | 1852                     | ♫     | 2e élégie pour Josef Seiberl |
| WAB 49                                                        | Trauungschor                                | Fa majeur                                                                     | Œuvre chorale profane | Quatuor vocal et chœur d'hommes, et orgue                                                               | 1865                     | ♫     | Texte de Franz Isidor Proschko. Pour la célébration de mariage de Karl Kerschbaum avec Maria Schimatschek |
| WAB 50                                                        | Veni Creator Spiritus                       | mode grégorien                                                                | Graduel               | Voix à l'unisson et orgue                                                                               | 1884 (au plus tard)      | ♫     | Veni Creator Spiritus, un graduel pour la Pentecôte |
| WAB 51                                                        | Vexilla regis                               | mode phrygien                                                                 | Hymne                 | Chœur mixte                                                                                             | 1892                     | ♫     | Vexilla Regis, un hymne pour le dimanche de la Passion et le Vendredi saint |
| WAB 52                                                        | Virga Jesse                                 | Mi mineur                                                                     | Graduel               | Chœur mixte                                                                                             | 1885                     | ♫     | Graduel pour la célébration du 100e anniversaire du diocèse de Linz |
| WAB 53                                                        | Vor Arneths Grab                            | Fa mineur                                                                     | Élégie                | Chœur d'hommes et 3 trombones                                                                           | 1854                     | ♫     | Élégie pour le prélat Michael Arneth. Texte de Ernst Marinelli. Les trois premières strophes réutilisées a cappella en tant que Am Grabe (WAB 2)                                                                            |
| WAB 54                                                        | Zur Vermählungsfeier                        | Ré majeur                                                                     | Œuvre chorale profane | Chœur d'hommes                                                                                          | 1878                     | ♫     | Pour la célébration du mariage de Anton Ölzelt Ritter von Newin avec Amalie Edler von Wieser |
| Œuvres vocales profanes                                       |                                             |                                                                               |                       | |                          |       | |
| WAB 55                                                        | Der Abendhimmel                             | La bémol majeur                                                               | Œuvre chorale profane | Quatuor de voix d'hommes                                                                                | 1862                     | ♫     | Texte de Joseph Christian Freiherr von Zeidlitz, 1re version |
| WAB 56                                                        | Der Abendhimmel                             | Fa majeur                                                                     | Œuvre chorale profane | Chœur d'hommes                                                                                          | 1866                     | ♫     | 2e version |
| WAB 57                                                        | Abendzauber                                 | Sol bémol majeur                                                              | Œuvre chorale profane | 3 yodelers, soliste ténor ou baryton, Chœur d'hommes et 4 cors                                          | 1878                     | ♫     | Texte de Heinrich von der Mattig |
| WAB 58                                                        | Wie bist du, Frühling, gut und treu         | Sol majeur                                                                    | Lied                  | Soliste et piano                                                                                        | 1856                     | ♫     | Aussi appelé Amaranths Waldeslieder. Texte du poème Amaranth de Oskar von Redwitz. |
| WAB 59a                                                       | An dem Feste                                | Ré bémol majeur                                                               | Œuvre chorale profane | Chœur d'hommes                                                                                          | 1843                     | ♫     | Texte d'Alois Knauer. Réédité en tant que Festlied (WAB 59b) et Tafellied (WAB 59c) |
| WAB 59b                                                       | Festlied                                    | Ré majeur                                                                     | Œuvre chorale profane | Chœur d'hommes                                                                                          | 1928                     | ♫     | Transcription (1928) de An dem Feste (WAB 59a). Texte de Ludwig Carl Kraus. Non inclus dans la Bruckner Gesamtausgabe. |
| WAB 59c                                                       | Tafellied                                   | Ré bémol majeur                                                               | Œuvre chorale profane | Chœur d'hommes                                                                                          | 1893                     |       | réédition abrégée de An dem Feste (WAB 59a) avec un texte de Karl Ptak |
| WAB 60                                                        | Auf Brüder! auf, und die Saiten zur Hand!   | Ré majeur                                                                     | Cantate               | Voix, Chœur d'hommes, Chœur mixte, et instruments à vent                                                | 1855                     | ♫     | 1re cantate pour la fête du nom du prélat Friedrich Mayer. Texte de Ernst Marinelli |
| WAB 61a                                                       | Heil, Vater! Dir zum hohen Feste!           | Ré majeur                                                                     | Cantate               | Quatuor de voix d'hommes, Chœur mixte à six voix, 3 cors, 2 trompettes, et trombone basse               | 1852                     | ♫     | 2e cantate pour la fête du nom du prélat Michael Arneth. Texte de Ernst Marinelli. Classé par erreur comme deuxième version de la cantate par Grasberger                                                                    |
| WAB 61b                                                       | Auf Brüder! auf zur frohen Feier!           | Ré majeur                                                                     | Cantate               | Quatuor de voix d'hommes, Chœur mixte à six voix, 3 cors, 2 trompettes, et trombone basse               | 1857                     | ♫     | Deuxième version en tant que 2e cantate pour la fête du nom du prélat Friedrich Mayer. Texte de Ernst Marinelli. Classé par erreur comme première version de la cantate par Grasberger                                      |
| WAB 61c                                                       | Heil Dir zum schönen Erstlingsfeste         | Ré majeur                                                                     | Cantate               | Quatuor de voix d'hommes, Chœur mixte à six voix, 3 cors, 2 trompettes, et trombone basse               | 1870 ca.                 |       | Réédition de la première version pour une Primizfeier (première messe) à Kremsmünster. Texte de Beda Piringer. Non inclus dans la Bruckner Gesamtausgabe.                                                                   |
| WAB 62                                                        | Des Dankes Wort sie mir gegönnt             | Fa majeur                                                                     | Œuvre chorale profane | Solistes ténor et basse, et Chœur d'hommes                                                              | 1854 ca.                 | ♫     | Texte de Ernst Marinelli |
| WAB 63                                                        | Der deutsche Gesang (Das deutsche Lied)     | Ré mineur                                                                     | Œuvre chorale profane | Chœur d'hommes, 4 cors, 3 trompettes, 3 trombones, et tuba basse                                        | 1892                     | ♫     | Texte de Erich Fels |
| WAB 64                                                        | Du bist wie eine Blume                      | Fa majeur                                                                     | Œuvre chorale profane | Quatuor de voix mixtes                                                                                  | 1861                     | ♫     | Texte de Heinrich Heine |
| WAB 65                                                        | Das edle Herz                               | La majeur                                                                     | Œuvre chorale profane | Chœur d'hommes                                                                                          | 1851 ca.                 | ♫     | Texte de Ernst Marinelli |
| WAB 66                                                        | Das edle Herz                               | La majeur                                                                     | Œuvre chorale profane | Chœur mixte                                                                                             | 1857                     | ♫     | 2e version pour chœur mixte |
| WAB 68                                                        | Frühlingslied                               | La majeur                                                                     | Lied                  | Soliste et piano                                                                                        | 1851                     | ♫     | Texte de Heinrich Heine. Pour la fête du nom d'Aloisia Bogner |
| WAB 69                                                        | Die Geburt                                  | Ré bémol majeur                                                               | Œuvre chorale profane | Chœur d'hommes                                                                                          | 1851                     | ♫     | Pour la fête du nom de Josef Seiberl |
| WAB 70                                                        | Germanenzug                                 | Ré mineur                                                                     | Cantate               | Quatuor et chœur d'hommes, et cuivres (3 cors, 4 trompettes, 2 cornets, 3 trombones, euphonium et tuba) | 1863–1865                | ♫     | Cantate profane pour une compétition à la première Oberösterreichisches Sängerbundesfest. Texte de August Silberstein |
| WAB 71                                                        | Helgoland                                   | Sol mineur                                                                    | Cantate               | Chœur d'hommes et orchestre avec cymbales                                                               | 1893                     | ♫     | Cantate profane pour la célébration du 50e anniversaire du Chœur d'hommes de Vienne. Texte de August Silberstein |
| WAB 72                                                        | Herbstkummer                                | Mi mineur                                                                     | Lied                  | Soliste ténor et piano                                                                                  | 1864                     | ♫     | Texte de "Ernst" |
| WAB 73                                                        | Herbstlied                                  | Fa dièse mineur                                                               | Œuvre chorale profane | 2 solistes sopranos, Chœur d'hommes, et piano                                                           | 1864                     | ♫     | Texte de Friedrich von Sallet |
| WAB 74a                                                       | Das hohe Lied                               | La bémol majeur                                                               | Œuvre chorale profane | 2 solistes ténors, soliste baryton, et Chœur d'hommes                                                   | 1876                     | ♫     | Texte de Heinrich von der Mattig (Pseudonyme de Heinrich Wallmann) - 1re version a cappella |
| WAB 74b                                                       | Das hohe Lied                               | La bémol majeur                                                               | Œuvre chorale profane | 2 solistes ténors, soliste baryton, et Chœur d'hommes, instruments à cordes et cuivres                  | 1879                     | ♫     | 2e version avec accompagnement |
| WAB 75                                                        | Im April                                    | La bémol majeur                                                               | Lied                  | Soliste et piano                                                                                        | 1865                     | ♫     | Texte de Emanuel Geibel |
| WAB 76                                                        | Laßt Jubeltöne laut erklingen               | Mi bémol majeur                                                               | Œuvre chorale profane | Chœur d'hommes, 2 cors, 2 trompettes, et 4 trombones                                                    | 1854                     | ♫     | "semi-cantate" festive pour la Joyeuse Entrée de Élisabeth en Bavière à Linz. Texte de Hillischer. |
| WAB 77                                                        | Der Lehrerstand                             | Mi bémol majeur                                                               | Œuvre chorale profane | Chœur d'hommes                                                                                          | 1847 ca.                 | ♫     | Texte de Ernst Marinelli (?) |
| WAB 78                                                        | Das Lied vom deutschen Vaterland            | Ré bémol majeur                                                               | Œuvre chorale profane | Chœur d'hommes                                                                                          | 1845 ca.                 | ♫     | |
| WAB 79                                                        | Mein Herz und deine Stimme                  | La majeur                                                                     | Lied                  | Soliste et piano                                                                                        | 1868                     | ♫     | Texte de August von Platen |
| WAB 80                                                        | Mitternacht                                 | La bémol majeur                                                               | Œuvre chorale profane | Soliste ténor, Chœur d'hommes et piano                                                                  | 1870                     | ♫     | Texte de Joseph Mendelssohn |
| WAB 81a                                                       | Nachruf                                     | Do mineur                                                                     | Œuvre chorale profane | Chœur d'hommes et orgue                                                                                 | 1877                     | ♫     | Texte de Heinrich von der Mattig. Composé en mémoire de Josef Seiberl. Réédité en tant que Trösterin Musik (WAB 81b) |
| WAB 81b                                                       | Trösterin Musik                             | Do mineur                                                                     | Œuvre chorale profane | Chœur d'hommes et orgue                                                                                 | 1886                     | ♫     | Réédition de Nachruf (WAB 81a) avec un texte de August Seuffert |
| WAB 82                                                        | Sängerbund                                  | Do majeur                                                                     | Œuvre chorale profane | Chœur d'hommes                                                                                          | 1882                     | ♫     | Textes de Heinrich von der Mattig (?) et Karl Kerschbaum. |
| WAB 83/1                                                      | Ein jubelnd Hoch in Leid und Lust           | Ré majeur                                                                     | Œuvre chorale profane | Chœur d'hommes                                                                                          | 1851                     | ♫     | La première de deux devises pour la Liedertafel Eferding |
| WAB 83/2                                                      | Lebt wohl, ihr Sangesbrüder                 | La majeur                                                                     | Œuvre chorale profane | Chœur d'hommes                                                                                          | 1851                     | ♫     | La deuxième de deux devises pour la Liedertafel Eferding |
| WAB 84.1                                                      | Wie des Bächleins Silberquelle              | Sol majeur                                                                    | Lied                  | 2 sopranos et piano                                                                                     | 1845 ca.                 | ♫     | Esquisse pour un lied (60 mesures). Même texte que Ständchen, WAB 84.2 |
| WAB 84.2                                                      | Ständchen                                   | Sol majeur                                                                    | Œuvre chorale profane | Soliste ténor et quatuor de voix d'hommes                                                               | 1846 ca.                 | ♫     | Texte de Ernst Marinelli (?) |
| WAB 85                                                        | Sternschnuppen                              | Fa majeur                                                                     | Œuvre chorale profane | Quatuor de voix d'hommes                                                                                | 1848 ca.                 | ♫     | Texte de Ernst Marinelli |
| WAB 87                                                        | Träumen und Wachen                          | La bémol majeur                                                               | Œuvre chorale profane | Soliste ténor et Chœur d'hommes                                                                         | 1890                     | ♫     | Texte de Franz Grillparzer |
| WAB 89                                                        | Um Mitternacht                              | Fa mineur                                                                     | Œuvre chorale profane | Soliste alto, Chœur d'hommes et piano                                                                   | 1864                     | ♫     | 1re version. Texte de Robert Prutz |
| WAB 90                                                        | Um Mitternacht                              | Fa mineur                                                                     | Œuvre chorale profane | Soliste ténor et Chœur d'hommes                                                                         | 1886                     | ♫     | 2e version |
| WAB 91                                                        | Vaterländisch Weinlied                      | Do majeur                                                                     | Œuvre chorale profane | Chœur d'hommes                                                                                          | 1866                     | ♫     | Texte de August Silberstein |
| WAB 92                                                        | O könnt ich dich beglücken (Vaterlandslied) | La bémol majeur                                                               | Œuvre chorale profane | Solistes ténor et baryton, et Chœur d'hommes                                                            | 1866                     | ♫     | Texte de August Silberstein |
| WAB 93a                                                       | Musikalischer Versuch nach dem Kammer-Styl  | Ré majeur                                                                     | Cantate               | Quatuor et chœur mixte à huit voix, et piano                                                            | 1845                     | ♫     | Cantate composée en mai 1845 comme Lehrerbefähigungsprüfung (essai pour agrégation d'instituteur) |
| WAB 93b                                                       | Musikalischer Versuch nach dem Kammer-Styl  | Ré majeur                                                                     | Cantate               | Quatuor et chœur mixte à huit voix, et piano                                                            | 1845                     | ♫     | 2e version en tant que cantate pour la fête du nom d'Alois Knauer, curé de l'église de Kronstorf. |
| WAB 93c                                                       | Vergißmeinnicht                             | Ré majeur                                                                     | Cantate               | Quatuor et chœur mixte à huit voix, et piano                                                            | 1845                     | ♫     | "Ne m'oubliez pas". Réédition de WAB 93b pour rappeler à Friedrich Mayer sa promesse d'engager Bruckner à l'Abbaye de Saint-Florian                                                                                         |
| WAB 94a                                                       | Volkslied                                   | Do majeur                                                                     | Lied                  | Soliste et piano                                                                                        | 1882                     | ♫     | Texte de Josef Winter, 1re variante |
| WAB 94b                                                       | Volkslied                                   | Do majeur                                                                     | Œuvre chorale profane | Chœur d'hommes                                                                                          | 1882                     | ♫     | 2e variante |
| WAB 95/1                                                      | Das Frauenherz, die Mannesbrust             | La majeur                                                                     | Œuvre chorale profane | Chœur mixte                                                                                             | 1868                     | ♫     | Devise pour la Liedertafel Frohsinn. Texte de Karl Kerschbaum |
| WAB 95/2                                                      | Des Höchsten Preis, des Vaterlandes Ruhm    | Do majeur                                                                     | Œuvre chorale profane | Chœur d'hommes                                                                                          | 1868, peut-être 1850 ca. | ♫     | Devise pour la Liedertafel Sierning. Texte de Andreas Mittermayr |
| Œuvres orchestrales                                           |                                             |                                                                               |                       | |                          |       | |
| WAB 96                                                        | Marche en ré mineur                         | Ré mineur                                                                     | Marche                | Orchestre                                                                                               | 1862                     | ♫     | Kitzler-Studienbuch, p. 251–265 |
| WAB 97                                                        | Trois Pièces pour orchestre                 | Mi bémol majeur Mi mineur Fa majeur                                           | Pièce                 | Orchestre                                                                                               | 1862                     | ♫     | Kitzler-Studienbuch, p. 266–271, p. 272-277 et p. 278-286 |
| WAB 98                                                        | Ouverture en sol mineur                     | Sol mineur                                                                    | Ouverture             | Orchestre avec piccolo                                                                                  | 1862–1863                | ♫     | Deux versions : 1862 et 1863 (coda modifiée aux mesures 233-288) |
| WAB 99                                                        | Symphonie en fa mineur (Studiensymphonie)   | Fa mineur                                                                     | Symphonie             | Orchestre                                                                                               | 1863                     | ♫     | |
| WAB 100                                                       | Symphonie en ré mineur (Die Nullte)         | Ré mineur                                                                     | Symphonie             | Orchestre                                                                                               | 1869                     | ♫     | |
| WAB 101                                                       | Symphonie no 1 (Das kecke Beserl)           | Do mineur                                                                     | Symphonie             | Orchestre                                                                                               | 1865–1866                | ♫     | 1865 : premiers concepts de l'Adagio et du Scherzo ; 1866 "Version de Linz", révisée en 1877/1884 ; 1891 "Version de Vienne"                                                                                                |
| WAB 102                                                       | Symphonie no 2                              | Do mineur                                                                     | Symphonie             | Orchestre                                                                                               | 1872                     | ♫     | Version 1872 avec Scherzo en deuxième et Adagio en troisième, révisée en 1873 et 1876 ; version 1877, révisée en 1892 |
| WAB 103                                                       | Symphonie no 3 (Wagner)                     | Ré mineur                                                                     | Symphonie             | Orchestre                                                                                               | 1873                     | ♫     | Version 1873, révisée en 1874 ; versioh 1876, révisée en 1877-1878 : retrait de la plupart des citations de Wagner, coda ajoutée au Scherzo (supprimée ultérieurement) ; version 1889                                       |
| WAB 104                                                       | Symphonie no 4 (Die Romantische)            | Mi bémol majeur                                                               | Symphonie             | Orchestre                                                                                               | 1874                     | ♫     | Version 1874-1876 ; version 1878 : nouveau Scherzo de la "Chasse" et Volksfest-Finale ; version 1880 : nouveau Final ; version 1888 avec piccolo et cymbales                                                                |
| WAB 105                                                       | Symphonie no 5 (Die Katholische)            | Si bémol majeur                                                               | Symphonie             | Orchestre                                                                                               | 1876–1878                | ♫     | 1876 : premiers concepts ; révisée en 1878 |
| WAB 106                                                       | Symphonie no 6                              | La majeur                                                                     | Symphonie             | Orchestre                                                                                               | 1881                     | ♫     | |
| WAB 107                                                       | Symphonie no 7                              | Mi majeur                                                                     | Symphonie             | Orchestre avec tubas wagnériens, triangle et cymbales                                                   | 1883–1885                | ♫     | 1883 : premiers concepts ; révisée en 1885 |
| WAB 108                                                       | Symphonie no 8 (Die Apokalyptische)         | Do mineur                                                                     | Symphonie             | Orchestre avec tubas wagnériens, triangle, cymbales et harpes                                           | 1887                     | ♫     | Version 1887 ; Adagio 1888 ; version 1890 : 3e instruments à vent dans les 3 premiers mouvements, moins de coups de cymbales dans l'Adagio, harpes dans le Trio.                                                            |
| WAB 109                                                       | Symphonie no 9                              | Ré mineur                                                                     | Symphonie             | Orchestre avec tubas wagnériens                                                                         | 1894–1896                | ♫     | 1894 : les trois premiers mouvements ; 1896 : final inachevé (526 mesures). |
| Œuvres de musique de chambre                                  |                                             |                                                                               |                       | |                          |       | |
| WAB 110                                                       | Abendklänge                                 | Mi mineur                                                                     | Duo                   | Piano et violin                                                                                         | 1866                     | ♫     | Une courte pièce de caractère |
| WAB 111                                                       | Quatuor à cordes                            | Do mineur                                                                     | Quatuor à cordes      | Quatuor à cordes                                                                                        | 1862                     | ♫     | Kitzler-Studienbuch, p. 165–196 |
| WAB 112                                                       | Quintette à cordes                          | Fa majeur                                                                     | Quintette à cordes    | Quintette à cordes                                                                                      | 1879                     | ♫     | Légère révision en 1884. |
| WAB 113                                                       | Intermezzo en ré mineur                     | Ré mineur                                                                     | Intermezzo            | Quintette à cordes                                                                                      | 1879                     | ♫     | Une alternative au Scherzo du Quintette à cordes (WAB 112) |
| Œuvres pour instruments à vent                                |                                             |                                                                               |                       | |                          |       | |
| WAB 114                                                       | Aequale no 1                                | Do mineur                                                                     | Aequale               | 3 trombones                                                                                             | 1847                     | ♫     | Pour les funérailles de la tante de Bruckner Rosalia Mayrhofer |
| WAB 115                                                       | Apollo-Marsch                               | Mi bémol majeur                                                               | Marche militaire      | Orchestre d'harmonie                                                                                    | 1862                     | ♫     | En réalité une composition (Mazzuchelli March) de Béla Kéler, un autre élève de Sechter. Utilisée comme modèle pour la Marche militaire, WAB 116.                                                                           |
| WAB 116                                                       | Marche militaire                            | Mi bémol majeur                                                               | Marche militaire      | Orchestre d'harmonie                                                                                    | 1865                     | ♫     | L'Apollo-Marsch de Béla Kéler (WAB 115) a été utilisée comme modèle pour cette œuvre. |
| Œuvres pour piano                                             |                                             |                                                                               |                       | |                          |       | |
| WAB 117                                                       | Erinnerung                                  | La bémol majeur                                                               | Pièce                 | Piano                                                                                                   | 1868                     | ♫     | |
| WAB 118                                                       | Fantasie                                    | Sol majeur                                                                    | Fantaisie             | Piano                                                                                                   | 1868                     | ♫     | Une pièce en deux parties dédiée à Alexandrine Soika. Partie I : Langsam und mit Gefühl ; Partie II : Allegro |
| WAB 119                                                       | Klavierstück                                | Mi bémol majeur                                                               | Pièce                 | Piano                                                                                                   | 1856 ca.                 | ♫     | |
| WAB 120                                                       | Quatre Lancier-Quadrille                    | Do majeur                                                                     | Quadrille             | Piano                                                                                                   | 1850 ca.                 | ♫     | Compilation de mélodies d'opéras pour Aloisia Bogner |
| WAB 121                                                       | Quadrille                                   | Ré majeur                                                                     | Quadrille             | Piano à quatre mains                                                                                    | 1854 ca.                 | ♫     | 6 parties : Pantalon, Été, Poule, Trénis, Pastourelle et Finale ; dédiée à Marie Ruckensteiner |
| WAB 122                                                       | Steiermärker                                | Sol majeur                                                                    | Pièce                 | Piano                                                                                                   | 1850 ca.                 | ♫     | Un Ländler dédié à Aloisia Bogner |
| WAB 123                                                       | Stille Betrachtung an einem Herbstabend     | Fa dièse mineur                                                               | Pièce                 | Piano                                                                                                   | 1863                     | ♫     | Dédié à Emma Thanner |
| WAB 124                                                       | Drei kleine Stücke                          | Sol majeur Fa majeur                                                          | Pièce                 | Piano à quatre mains                                                                                    | 1853-1855                | ♫     | Composé pour les enfants de Josef Marböck |
| Œuvres pour orgue                                             |                                             |                                                                               |                       | |                          |       | |
| WAB 125                                                       | Fugue                                       | Ré mineur                                                                     | Fugue                 | Orgue                                                                                                   | 1861                     | ♫     | |
| WAB 126/1                                                     | Nachspiel                                   | Ré mineur                                                                     | Postlude              | Orgue                                                                                                   | 1847 ca.                 | ♫     | |
| WAB 126/2                                                     | Andante (Prelude)                           | Ré mineur                                                                     | Prélude               | Orgue                                                                                                   | 1847 ca.                 | ♫     | |
| WAB 127                                                       | Trois préludes                              | Mi bémol majeur Ré majeur                                                     | Prélude               | Orgue                                                                                                   | 1836 ca.                 | ♫     | D'authenticité douteuse, peut-être de Johann Baptist Weiss |
| WAB 128                                                       | Quatre préludes                             | Mi bémol majeur                                                               | Prélude               | Orgue                                                                                                   | 1836 ca.                 | ♫     | D'authenticité douteuse, peut-être de Johann Baptist Weiss |
| WAB 129                                                       | Präludium (Perger Präludium)                | Do majeur                                                                     | Prélude               | Orgue ou harmonium                                                                                      | 1884                     | ♫     | |
| WAB 131                                                       | Vorspiel und Fuge                           | Do mineur                                                                     | Prélude et fugue      | Orgue                                                                                                   | 1847                     | ♫     | |
| Œuvres perdues                                                |                                             |                                                                               |                       | |                          |       | |
| WAB 132                                                       | Litanies                                    |                                                                               | Litanie               | Chœur mixte et cuivres                                                                                  | 1844 ca.                 |       | |
| WAB 133                                                       | Requiem                                     |                                                                               | Requiem               | Chœur d'hommes et orgue                                                                                 | 1845                     |       | Pour les funérailles de l'ami de Bruckner Johann Nepomuk Deschl |
| WAB 134                                                       | Salve Maria                                 |                                                                               | Hymne                 | | 1844 ca.                 |       | Peut-être un Salve Regina |
| WAB 135                                                       | Zigeuner-Waldlied                           |                                                                               | Œuvre chorale profane | | 1863                     |       | Le prédécesseur en 3/4 de Germanenzug (WAB 70) |
| Esquisses                                                     |                                             |                                                                               |                       | |                          |       | |
| WAB 136                                                       | Domine, ad adjuvandum me festina            | Ré majeur                                                                     | Motet                 | Chœur mixte                                                                                             | 1835                     | ♫     | Pas de Bruckner, mais de Johann Baptist Weiss |
| WAB 138                                                       | Mild wie Bäche                              | La bémol majeur                                                               | Lied                  | Soliste et piano                                                                                        | 1845 ca.                 | ♫     | Esquisse pour un lied (31 mesures) |
| WAB 139                                                       | Messe                                       | Mi bémol majeur                                                               | Messe                 | Chœur mixte, 2 hautbois, 3 trombones, orgue et cordes                                                   | 1846 ca.                 | ♫     | Esquisse du Kyrie (58 mesures) |
| WAB 140                                                       | Missa pro Quadragesima                      | Sol mineur                                                                    | Messe                 | Chœur mixte, 3 trombones et orgue                                                                       | 1845 ca.                 | ♫     | Messe pour le carême. Esquisse du Kyrie (17 mesures) |
| WAB 141                                                       | Requiem                                     | Ré mineur                                                                     | Requiem               | | 1875                     | ♫     | Esquisse de l'Introit (18 mesures) |
| WAB 142                                                       | Symphonie en si bémol majeur                | Si bémol majeur                                                               | Symphonie             | Orchestre                                                                                               | 1869                     | ♫     | Esquisse du premier mouvement (68 mesures) |
| Œuvres d'authenticité douteuse                                |                                             |                                                                               |                       | |                          |       | |
| WAB 144                                                       | Herz Jesu-Lied                              | Si bémol majeur                                                               | Motet                 | Chœur mixte et orgue                                                                                    | 1846 ca.                 | ♫     | Authenticité incertaine |
| WAB 145                                                       | O Du liebes Jesu-Kind                       | Fa majeur                                                                     | Motet                 | Soliste et orgue                                                                                        | 1845-1846                | ♫     | Authenticité incertaine |
| Addendum                                                      |                                             |                                                                               |                       | |                          |       | |
| WAB 146                                                       | Kronstorfer Messe                           | Ré mineur                                                                     | Messe                 | Chœur mixte                                                                                             | 1843–1844                | ♫     | Une Missa brevis pour le carême composée à Kronstorf, aussi appelée Messe ohne Gloria (und Credo) [Messe sans Gloria (et Credo)]. Credo prévu, mais non composé.                                                            |
| WAB 147                                                       | Freier Sinn und froher Mut                  | Ré majeur                                                                     | Œuvre chorale profane | Chœur d'hommes                                                                                          | 1874                     | ♫     | Devise pour la Gesangverein Liederkrans |
| WAB 148/1                                                     | Im Wort und Liede wahr und frei             | Do majeur                                                                     | Œuvre chorale profane | Chœur d'hommes                                                                                          | 1869                     | ♫     | La première de deux devises en respect posthume à Simon Sechter. Texte de Johann Kajetan Markus |
| WAB 148/2                                                     | Wir alle jung und alt                       | Ré mineur                                                                     | Œuvre chorale profane | Chœur d'hommes                                                                                          | 1869                     | ♫     | La seconde de deux devises en respect posthume à Simon Sechter. Texte de Johann Kajetan Markus |
| WAB 149                                                       | Aequale no 2                                | Do mineur                                                                     | Aequale               | 3 trombones                                                                                             | 1847                     | ♫     | Pour les funérailles de la tante de Bruckner Rosalia Mayrhofer (voir WAB 114). La partition manquante du trombone basse est complétée par Hans Bauernfeind                                                                  |
| Nouvelles attributions et découvertes Œuvres vocales profanes |                                             |                                                                               |                       | |                          |       | |
| WAB 200                                                       | Der Mondabend                               | La majeur                                                                     | Lied                  | Soliste et piano                                                                                        | 1850 ca.                 | ♫     | Texte de Johann Gottfried Kumpf. Lied composé pour Aloisia Bogner |
| WAB 201                                                       | Der Trompeter an der Katzbach               | Fa mineur                                                                     | Lied                  | Soliste et piano                                                                                        | 1862                     |       | Kitzler-Studienbuch, p. 207–213. Texte de Julius Mosen. |
| WAB 202                                                       | Des Baches Frühlingsfeier                   | Ré mineur, La majeur                                                          | Lied                  | Soliste et piano                                                                                        | 1861                     |       | Kitzler-Studienbuch, p. 23. |
| WAB 203                                                       | Heut kommt ja Freund Klose zum Gause        | Do majeur                                                                     | Œuvre chorale profane | Quatuor vocal                                                                                           | 1889                     | ♫     | A canon pour quatuor vocal |
| WAB 204                                                       | Nachglück                                   | Do majeur                                                                     | Lied                  | Soliste et piano                                                                                        | 1861                     |       | Kitzler-Studienbuch, 1re version : p. 19. |
| WAB 205                                                       | O habt die Thräne gern                      | La mineur                                                                     | Lied                  | Soliste et piano                                                                                        | 1861                     |       | Kitzler-Studienbuch, 1re version : p. 18–19. |
| WAB 206                                                       | Von der schlummernden Mutter                | Fa majeur                                                                     | Lied                  | Soliste et piano                                                                                        | 1861                     |       | Kitzler-Studienbuch, p. 22. |
| WAB 207                                                       | Wie neid ich Dich, du stolzer Wald          | Mi bémol majeur                                                               | Lied                  | Soliste et piano                                                                                        | 1861                     |       | Kitzler-Studienbuch, p. 24. |
| Œuvres de musique de chambre                                  |                                             |                                                                               |                       | |                          |       | |
| WAB 208                                                       | Rondo en ut mineur                          | Do mineur                                                                     | Rondo                 | Quatuor à cordes                                                                                        | 1862                     | ♫     | Rondo alternatif pour le Quatuor à cordes (Bruckner), Kitzler-Studienbuch, p. 197–206 |
| WAB 209                                                       | Six Scherzi pour quatuor à cordes           | Do majeur Ré mineur La mineur Do majeur Fa majeur Sol mineur                  | Scherzo               | Quatuor à cordes                                                                                        | 1862                     |       | Kitzler-Studienbuch, p. 58–74. |
| WAB 210                                                       | Thema und Variationen                       | Mi bémol majeur                                                               | Thème et variations   | Quatuor à cordes                                                                                        | 1862                     |       | Kitzler-Studienbuch, p. 92–104. |
| Œuvres pour piano                                             |                                             |                                                                               |                       | |                          |       | |
| WAB 211                                                       | Deux Andante für Klavier                    | Mi bémol majeur Ré mineur                                                     | Pièce                 | Piano                                                                                                   | 1862                     |       | Kitzler-Studienbuch, p. 49-51. |
| WAB 212                                                       | Chromatische Etüde                          | Fa majeur                                                                     | Étude                 | Piano                                                                                                   | 1862                     |       | Kitzler-Studienbuch, p. 79–80. |
| WAB 213                                                       | Duo                                         | La mineur                                                                     | Pièce                 | Piano                                                                                                   | 1862                     |       | Kitzler-Studienbuch, p. 39. |
| WAB 214                                                       | Etüde                                       | Sol majeur                                                                    | Étude                 | Piano                                                                                                   | 1862                     |       | Kitzler-Studienbuch, p. 77–78. |
| WAB 215                                                       | Quatre Fantasien                            | Ré mineur Do mineur Mi bémol majeur Fa majeur                                 | Fantasie              | Piano                                                                                                   | 1862                     |       | Kitzler-Studienbuch, p. 213–218. |
| WAB 216                                                       | Cinq Klavierstücke                          | Ré mineur Sol majeur Si bémol majeur Mi bémol majeur                          | Pièces                | Piano                                                                                                   | 1862                     |       | Kitzler-Studienbuch, p. 225-227. |
| WAB 217                                                       | Trois Marches                               | Do majeur Ré mineur Fa majeur                                                 | Marches               | Piano                                                                                                   | 1862                     |       | Kitzler-Studienbuch, p. 36, 37, 41. |
| WAB 218                                                       | Mazurca                                     | La mineur                                                                     | Mazurka               | Piano                                                                                                   | 1862                     |       | Kitzler-Studienbuch, p. 29. |
| WAB 219                                                       | Menuett                                     | Do majeur                                                                     | Menuet                | Piano                                                                                                   | 1862                     |       | Kitzler-Studienbuch, p. 30. |
| WAB 220                                                       | Menuett und Trio                            | Sol majeur                                                                    | Menuet                | Piano                                                                                                   | 1862                     |       | Kitzler-Studienbuch, p. 35. |
| WAB 221                                                       | Quatre Polka                                | Do majeur                                                                     | Polkas                | Piano                                                                                                   | 1862                     |       | Kitzler-Studienbuch, p. 27-28. |
| WAB 222                                                       | Sept Rondo                                  | Sol majeur Do mineur Ré mineur Fa majeur Sol majeur Mi mineur Mi bémol majeur | Rondos                | Piano                                                                                                   | 1862                     |       | Kitzler-Studienbuch, p. 105-134. |
| WAB 223                                                       | Cinq Themen und Variationen                 | Sol majeur La majeur Sol majeur                                               | Thème et variations   | Piano                                                                                                   | 1862                     |       | Kitzler-Studienbuch, p. 81-90. |
| WAB 224                                                       | Deux Walzer                                 | Mi bémol majeur Do majeur                                                     | Valse                 | Piano                                                                                                   | 1862                     |       | Kitzler-Studienbuch, p. 25-26 |
| Œuvres perdues                                                |                                             |                                                                               |                       | |                          |       | |
| WAB 225                                                       | Trois Stücke                                |                                                                               | Pieces                | | 1857 ca.                 |       | |
| WAB 226                                                       | Choral                                      |                                                                               | Choral                | | 1896                     |       | |
| WAB 227                                                       | Kyrie et Gloria                             | Fa majeur                                                                     | Messe                 | Chœur mixte                                                                                             | 1845                     |       | Kyrie et Gloria pour compléter la Messe für den Gründonnerstag, WAB 9 |
| WAB 228                                                       | Die Rose                                    |                                                                               |                       | | 1885 ca.                 |       | Pièce Une marche ou un lied, dédié à Maria Wimmer |
| WAB 229                                                       | Irische Lieder                              |                                                                               | Lieder                | | 1846 ca.                 |       | pièce |
| Esquisses                                                     |                                             |                                                                               |                       | |                          |       | |
| WAB add 230                                                   | Intoitus ad Rorate                          | Sol majeur                                                                    | Choral                | | 1846 ca.                 |       | |
| WAB add 231                                                   | Es regnet                                   | Mi mineur                                                                     | Lied                  | Soliste et piano                                                                                        | 1862                     |       | Kitzler-Studienbuch, p. 46–47 |
| WAB add 232                                                   | Herzeleid                                   | Mi mineur                                                                     | Lied                  | Soliste et piano                                                                                        | 1861                     |       | Kitzler-Studienbuch, p. 20 |
| WAB add 233                                                   | Kindliche Lieb                              | Fa majeur                                                                     | Œuvre chorale profane | Chœur d'hommes                                                                                          |                          |       | |
| WAB add 234                                                   | Last des Herzens                            | La bémol majeur                                                               | Lied                  | Soliste et piano                                                                                        | 1862                     |       | Kitzler-Studienbuch, p. 43 |
| WAB add 235                                                   | Nachglück                                   | Fa majeur                                                                     | Lied                  | Soliste et piano                                                                                        | 1861                     |       | Kitzler-Studienbuch, 2e version : p. 21 |
| WAB add 236                                                   | O habt die Thräne gern                      | La mineur                                                                     | Lied                  | Soliste et piano                                                                                        | 1862                     |       | Kitzler-Studienbuch, 2e version : p. 42 |
| WAB add 237                                                   | Und stehts dann still in seinem Lauf        |                                                                               | Lied                  | Chœur mixte                                                                                             |                          |       | |
| WAB add 238                                                   | Wunsch                                      | Ré majeur                                                                     | Lied                  | Soliste et piano                                                                                        | 1862                     |       | Kitzler-Studienbuch, p. 47–48 |
| WAB add 239                                                   | Galopp                                      | Do majeur                                                                     | Galop                 | Piano                                                                                                   | 1862                     |       | Kitzler-Studienbuch, p. 29 |
| WAB add 240                                                   | Improvisationsskizze Bad Ischl              | Do mineur                                                                     | Esquisse              | Orgue                                                                                                   | 1890                     | ♫     | Basé sur le final de la Symphonie no 1, le fugato de l'Hallelujah du Messie de Händel et le Kaiserhymne |
| WAB add 241                                                   | Konzertskizze                               | Do mineur                                                                     | Esquisse              | Orgue                                                                                                   | 1884                     | ♫     | Pour une exécution à Kremsmünster le 21 août 1884 |
| WAB add 242                                                   | Cinq Sonatenentwürf                         | Fa mineur Do majeur Fa majeur Ré mineur                                       | Esquisse              | Piano                                                                                                   | 1862                     |       | Kitzler-Studienbuch, p. 140–156. |
| WAB add 243                                                   | Sonatensatz                                 | Sol mineur                                                                    | Sonate                | Piano                                                                                                   | 1862                     | ♫     | 1er mouvement de sonate, Kitzler-Studienbuch, p. 157–164. Partition de la main gauche incomplète |
| WAB add 244                                                   | Symphonieentwürf                            | Ré mineur                                                                     | Esquisses             | |                          |       | |
| WAB add 245                                                   | Skizze zu einer Fuge                        | Ré mineur                                                                     | Fugue                 | Orgue                                                                                                   |                          |       | |
| Adaptations et transcriptions (non exhaustif)                 |                                             |                                                                               |                       | |                          |       | |
| WAB add 263                                                   | Ännchen von Tharau                          | Do majeur                                                                     | Lied                  | Soliste et piano                                                                                        | 1850 ca.                 |       | Chant populaire transcrit pour Aloisia Bogner |
| WAB add 264                                                   | An dem Zauberschleier                       | Ré majeur                                                                     | Lied                  | Soliste et piano                                                                                        | 1850 ca.                 |       | Chant populaire transcrit pour Aloisia Bogner |
| WAB add 265                                                   | Ecce quomodo moritur iustus                 | Sol mineur                                                                    | Répons                | Chœur mixte, orgue et 3 trombones                                                                       | 1878                     |       | Accompagement de trombones ajouté au répons de Franz Joseph Aumann |
| WAB add 266                                                   | Orchestration de la Sonate pathétique       | Do mineur                                                                     | Pièce                 | Orchestre                                                                                               | 1862                     | ♫     | Exercise d'orchestration, Kitzler-Studienbuch, pp. 234-250 |
| WAB add 267                                                   | Segenlied                                   | Mi bémol majeur                                                               | Lied                  | Orgue                                                                                                   |                          |       | Harmonisation d'un chant de Norbert Hauner ou de Michael Haydn |
| WAB add 268                                                   | Tenebrae factae sunt                        | Sol mineur                                                                    | Répons                | Chœur mixte, orgue et 3 trombones                                                                       | 1878                     |       | Accompagement de trombones ajouté au répons de Franz Joseph Aumann |
| WAB add 321                                                   | Walzer                                      | Sol majeur                                                                    | Lied                  | Soliste et piano                                                                                        | 1850 ca.                 |       | Chant populaire Juheisa juhei, ihr Tänzer herbei transcrit pour Aloisia Bogner |
| Œuvres d'authenticité douteuse                                |                                             |                                                                               |                       | |                          |       | |
| WAB add 330                                                   | Exaudi                                      | Sol majeur                                                                    |                       | Chœur mixte et trombones                                                                                |                          |       | D'authenticité douteuse. Peut-être de Franz Joseph Aumann |
| WAB add 331                                                   | 4 esquisses de lied                         | Do majeur Si bémol majeur                                                     | Lied                  | Voix soliste                                                                                            |                          |       | Peut-être de Ernst Friedrich Eduard Richter. Strophes du poème Amaranth de Oskar von Redwitz |
| WAB add 332                                                   | Symphonisches Präludium                     | Do mineur                                                                     | Prélude               | Orchestra                                                                                               | 1875–1876                |       | Authenticité douteuse, peut-être un exercise d'orchestration pour Rudolf Krzyzanowski |
| WAB add 333                                                   | Pange lingua                                | Do majeur                                                                     | Hymne                 | Chœur mixte                                                                                             |                          |       | Pas une composition de Bruckner, mais de Franz Joseph Aumann |
| WAB add 334                                                   | Präludienbuch                               |                                                                               | Pièces                | Orgue                                                                                                   |                          |       | Präludienbuch de Bruckner avec 22 pièces pour orgue. D'authenticité très douteuse |

## Sources
- Renate Grasberger, Werkverzeichnis Anton Bruckner (WAB), Publicationen des Instituts für österreichische Musikdokumentation, Hans Schneider, Tutzing, 1977 -  (ISBN 3-7952-0232-9)
- Uwe Harten, Anton Bruckner. Ein Handbuch. Residenz Verlag, Salzbourg, 1996.  (ISBN 3-7017-1030-9).
- Anton Bruckner - Sämtliche Werke, Band XXIII/1: Lieder für Gesang und Klavier (1851-1882), Musikwissenschaftlicher Verlag der Internationalen Bruckner-Gesellschaft, Angela Pachovsky (Éditeur), Vienne, 1997
- Anton Bruckner - Sämtliche Werke, Band XXIII/2: Weltliche Chorwerke (1843-1893), Musikwissenschaftlicher Verlag der Internationalen Bruckner-Gesellschaft, Angela Pachovsky (Éditeur), Vienne, 2001
- Anton Bruckner - Sämtliche Werke, Band XXV: Kitzler-Studienbuch (1861-1863), fac-similé, Musikwissenschaftlicher Verlag der Internationalen Bruckner-Gesellschaft, Paul Hawkshaw et Erich Wolfgang Partsch (Éditeurs), Vienne, 2015
- Derek Watson, Bruckner, Master Musicians Series, J. M. Dent & Sons Ltd, Londres, 1996.  (ISBN 978-0-19-816618-4)
- Cornelis van Zwol, Anton Bruckner 1824-1896 - Leven en werken, uitg. Thot, Bussum, Pays-Bas, 2012.  (ISBN 978-90-6868-590-9)